# Muntanyes Rajmahal
Les muntanyes Rajmahal (Rajmahal Hills) és un territori muntanyós a la divisió de Santal Parganas de Jharkhand a l'Índia, amb una àrea de 3.538 km². L'altura general és de 600 metres; les serres més altes aón les de Mori i Sundgarsa. Les muntanyes foren considerades una continuació de les muntanyes Vindhya però V. Ball les va definir com un grup aïllat a la segona meitat del segle xix.